# Ilburnia dianae
Ilburnia dianae är en insektsart som beskrevs av Ronald Gordon Fennah 1976. Ilburnia dianae ingår i släktet Ilburnia och familjen sporrstritar. Inga underarter finns listade i Catalogue of Life.